# 卢·希契
刘易斯·鲁弗斯·希契（英語：Lewis Rufus Hitch，1929年7月16日—2012年2月8日），美国NBA联盟前职业篮球运动员。他在1951年的NBA选秀中第2轮第19顺位被明尼阿波利斯湖人选中。